# Miguel Ángel de Castro
Miguel Ángel de Castro Conde (Arévalo, Ávila; 5 de abril de 1970) es un ex-piloto de automovilismo tres veces campeón nacional en circuito, reconocido por su larga trayectoria en los GTs y por ser director y uno de los fundadores de la escudería Drivex. Es hermano del también ex-piloto Javier de Castro.

## Trayectoria

### Inicios
Su camino deportivo se inició compitiendo en el Campeonato de Ciclismo en Carretera de Castilla y León. Por falta de recursos no pudo empezar en el karting, así que para entrar al mundo del motor tuvo que esperar hasta los 16 años, cuando realizó su primer curso de conducción en la escuela de pilotos de Emilio de Villota. Allí decidió que se dedicaría al motorsport, e intentaría llegar lejos como su hermano Javier. Comenzó participando en selecciones de pilotos, logrando ser el ganador de los volantes Soloauto Marlboro y del volante Autohebdo en el 89, que lo llevó a poder competir en la Copa Polo de circuitos, donde se proclamaría campeón de la categoría junior. Ese año también probó la Copa Renault Iniciación. 
En la temporada siguiente volvió a ganar el volante Autohebdo, lo que le abrió las puertas de la Fórmula Fiat Uno, donde terminó su primera carrera subiendo al podio, pero en la segunda cita del Campeonato en el Circuito de Calafat sufrió un grave accidente en el que se fracturó ambas rodillas, lo que le obligó a abandonar parte de la temporada. En el año 91 ya totalmente recuperado y con el patrocinio de Castrol, se proclamó campeón en la Fórmula Ford Española, título que también ganaron previamente pilotos como Pedro de la Rosa, Jordi Gené o Antonio Albacete.

### Etapa británica y vuelta a España

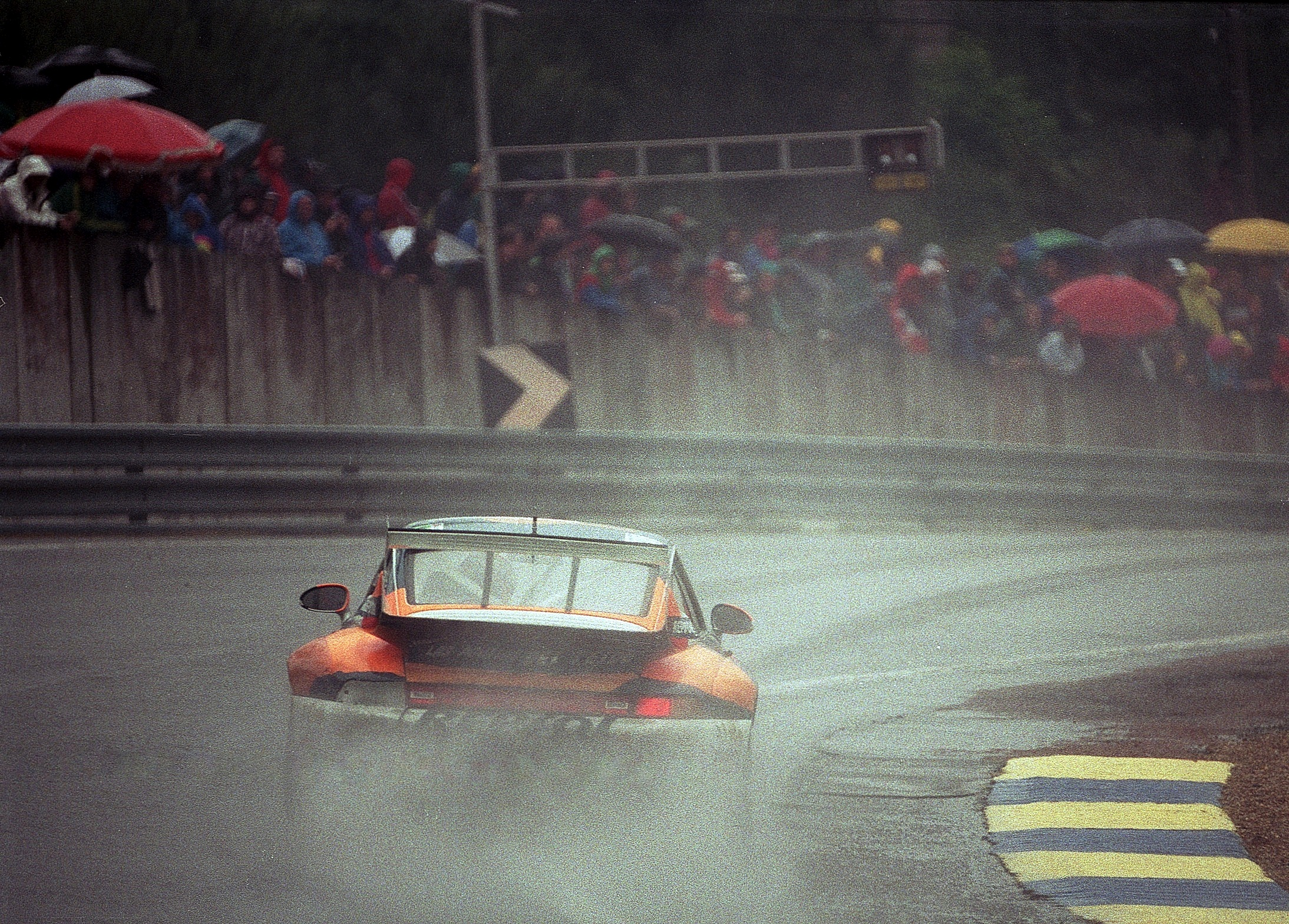
El Porsche de De Castro en las 24H de Le Mans de 1995

En la temporada siguiente, la FEA apostó por él para formar parte de uno de los equipos nacionales constituidos para el programa Racing for Spain. Corrió la Fórmula Ford inglesa junto con Ángel Burgueño en una temporada compuesta por 20 carreras y más del doble de días de test. En 1993 dio el salto a la Fórmula 3 Británica, donde disputó las dos primeras rondas con un modesto monoplaza de la clase B del campeonato, para ser llamado posteriormente en la quinta ronda de la temporada por el equipo Junior de Lotus para sustituir a Mikke van Hool durante 5 carreras, logrando puntuar en su segunda carrera. 
En 1994 volvió a España para participar en el Campeonato de España de Fórmula Renault, aunque arrancó como particular, a partir de la quinta ronda entró de nuevo en la escudería de la FEA para sustituir a David Bosch, que fue despedido del programa. Durante el año mantuvo un buen duelo con Javi Díaz, quien finalmente se llevó el título. Durante ese mismo año también compitió en la Copa Porsche 968 CS, donde sí consiguió ganar el primer puesto, siendo el único de los 4 años del campeonato que no se lo llevó Emilio de Villota.
En 1995 dio el salto al Campeonato de España de Turismos con un Alfa Romeo privado de la escudería Elide Racing, diputando 4 de las 10 rondas de la temporada. Ese mismo año corrió por primera vez las 24 horas de Le Mans con el equipo semioficial Porsche Kremer junto a Alfonso de Orleans y Tomás Saldaña. Esta carrera (que terminó en abandono) es una de las más importantes de su trayectoria ya que con un coche de una categoría inferior y bajo unas condiciones meteorológicas muy complicadas, consiguió situarse 5º en la general durante su relevo. En 1996 volvió a participar en el CET participando sólo en la primera ronda con un Opel Vectra GT patrocinado por Gauloises, donde se proclamó vencedor en esas dos carreras de entre los pilotos privados.

### Open by Nissan
Tras probar la Fórmula 3000 Internacional en el 97, al participar en la última ronda disputada en el Circuito de Jerez donde no logró clasificar para la carrera, de Castro entró de lleno en el recién creado Open by Nissan, empezando la temporada con la escudería Elide Racing, pero pasándose al equipo G Tec en la tercera ronda. En la penúltima carrera de la temporada lograría su mejor resultado de la temporada: un segundo puesto en el Circuito del Jarama, completando una gran última ronda que le permitió ser sexto en la general. 
En 1999 volvió al Elide Racing aunque bajo el proyecto que había creado Movistar: el Movistar Racing Fórmula junto a su compañera la piloto Balba González-Camino. Pese a empezar la temporada con buen pie logrando 2 podios en las 5 primeras carreras, varios abandonos y algunos problemas mecánicos le impidieron estar en la mitad superior de la parrilla en las rondas de Monza, Donington y el recién estrenado Circuito Ricardo Tormo, para terminar noveno en la general, y poniendo fin a la etapa de De Castro en los monoplazas como piloto.

### GT y Le Mans Series

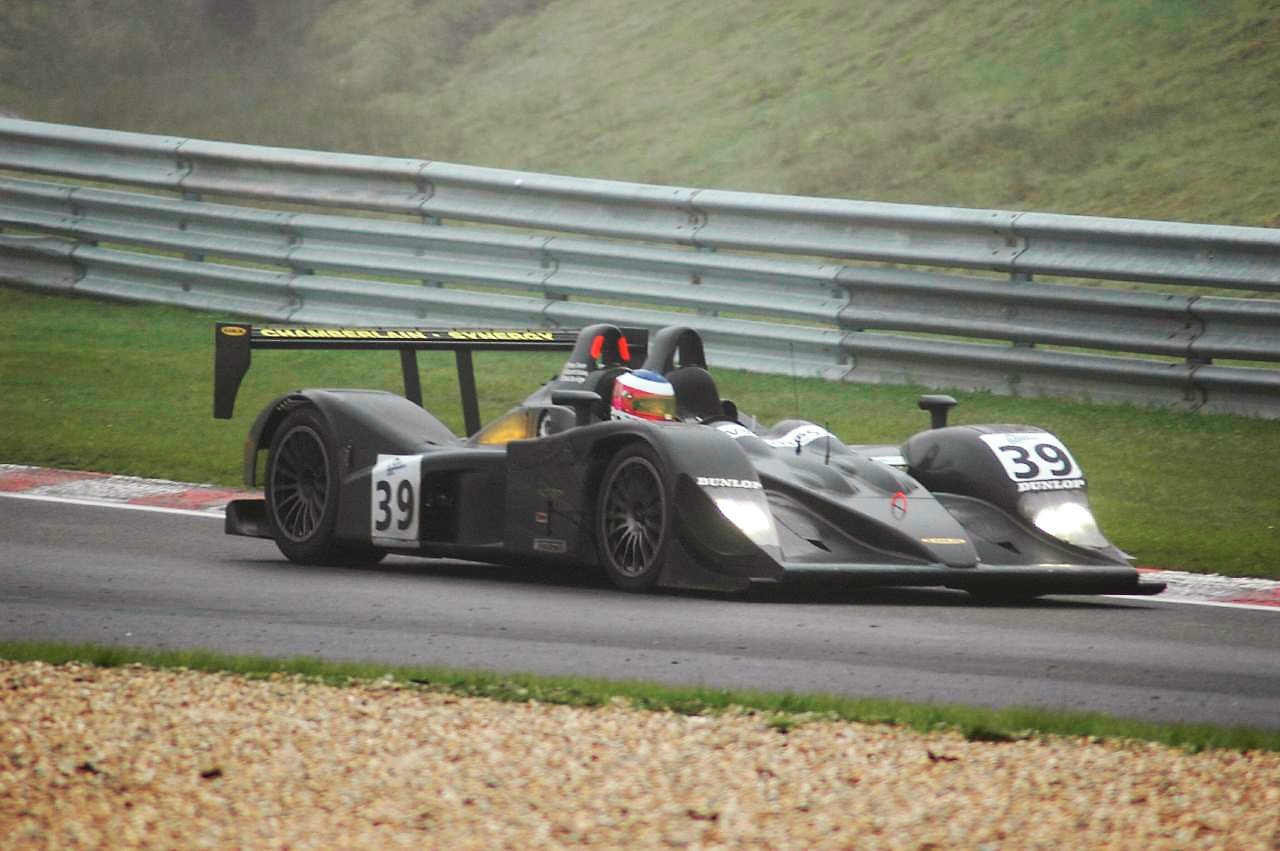
De Castro pilotando en los 1000km de Spa de 2005

En el debut de la categoría, De Castro prueba el nuevo Campeonato de España de GT con Juan José Abia como compañero, tras la mala temporada 99 en los fórmulas, decide repetir junto a Balba como compañera y logran sorprender a todos llevándose el campeonato general con un Marcos LM600, a la vez que ser campeones de la división GTA. Este último logro lo repetiría en 2003 de nuevo con Balba con un Seat Toledo GT (tras haber repetido con ella pero con un nuevo Lister Storm en 2001) y en 2004 con Ángel Burgueño volviendo al Marcos LM600, ambas temporadas siendo subcampeones absolutos y perdiendo el título por un solo punto en 2004. En 2005 repite con Burgueño siendo quintos del campeonato, para posteriormente recibir la llamada de Miguel Paes do Amaral, su compañero de equipo durante los siguientes dos años tanto a nivel nacional como internacional y dando inicio a una larga relación con los Porsche como montura principal. 
Entraría por lo tanto a disputar las Le Mans Series en 2006 con Amaral y Burgueño, consiguiendo tres victorias en LMP2 en la primera temporada que no se tradujeron en un título debido a que tras la segunda ronda, su equipo ASM terminó su participación con Chamberlain-Synergy, por lo que según el reglamento la entrada del ASM se consideraba nueva y, por lo tanto, las puntuaciones de los dos equipos no se combinaron. En la segunda temporada consiguieron ser terceros en la general logrando una victoria en el Circuito Ricardo Tormo. En 2008 Joan Villadelprat confía en Castro y Burgueño para crear el primer proyecto de escudería 100% española en campeonatos de resistencia, incluyendo un prototipo de fabricación española: el Epsilon Euskadi EE1. Sumaron a Adrián Vallés a su dupla para le Mans, pero abandonaron por problemas mecánicos, al igual que había pasado en sus dos participaciones anteriores con el ASM.
Los siguientes años de Castro volvería a centrarse en el campeonato español de GT, terminando subcampeón en 2009 y 2015, tercero en 2010, cuarto en 2008 y 2011, séptimo en 2016 y undécimo en 2012; alternando estos últimos años de competición con algunas carreras en el International GT Open, en el CER y sobre todo con sus funciones como mánager en Drivex.

## Proyectos deportivos

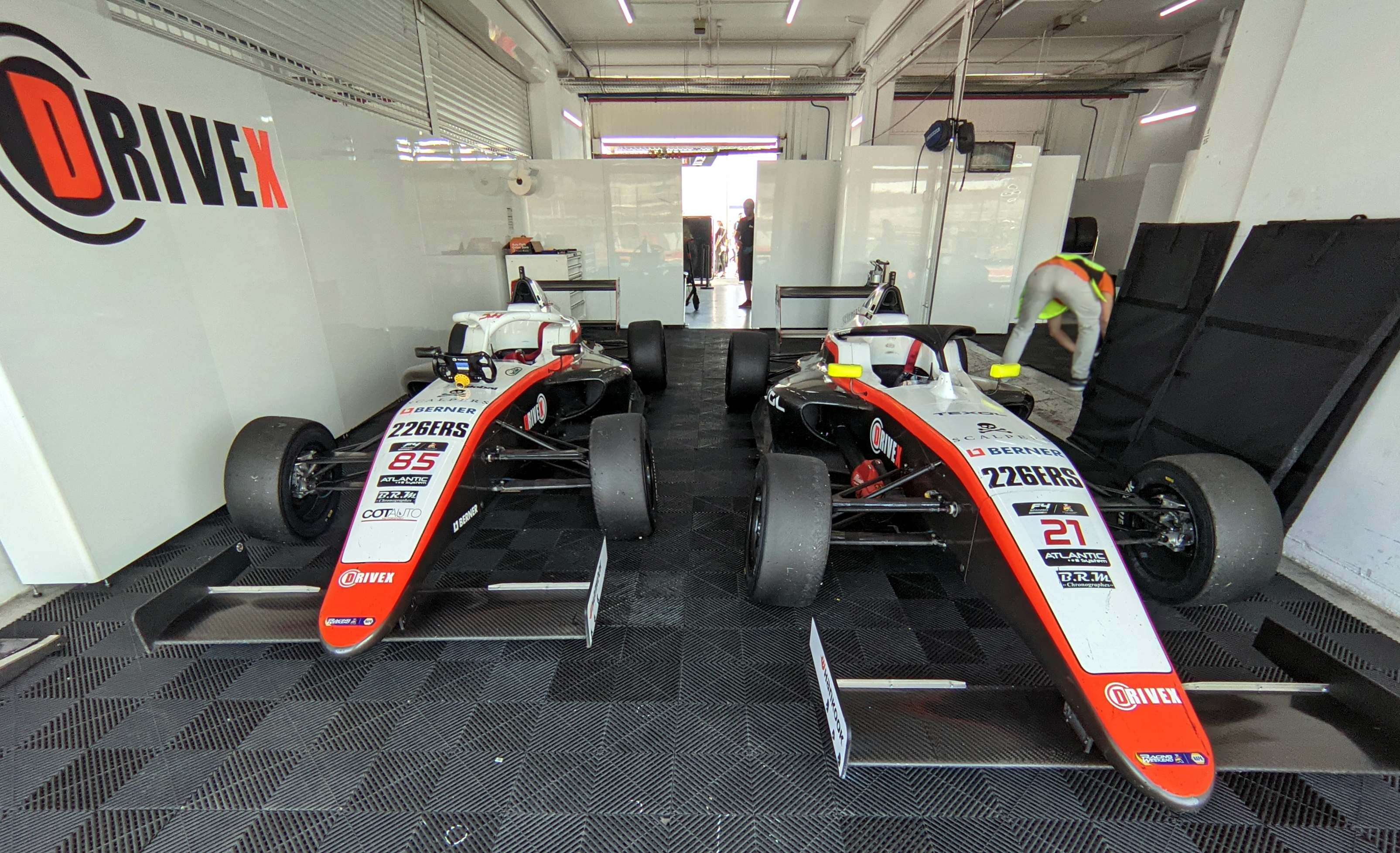
Dos monoplazas de la F4 Española en el box de Drivex (2023)

### Fórmula América y Auriga
En 1995 funda junto a Pablo de Villota la empresa Fórmula América, con la pretensión de introducir en España las más innovadoras técnicas de marketing aplicado al mundo del automóvil utilizadas en aquel entonces en el mercado estadounidense, colaborando con empresas en campañas promocionales y eventos deportivos, así como en la creación y desarrollo de nuevas fórmulas de promoción y competiciones, relacionadas con el automovilismo. Este proyecto colaboró con pilotos como Oriol Serviá, Marcel Costa, María de Villota o Andy Soucek.
Tras salir de Fórmula América monta junto a Balba González-Camino la compañía Auriga, una agencia especializada en patrocinio deportivo, donde aparte de llevar el proyecto de Movistar en la Fórmula Nissan y otros campeonato de monoplazas, empiezan a proporcionar diferentes servicios para marcas de automóviles.

### Drivex
Fundada en 2003 e impulsada en 2005 junto al ex-piloto de Fórmula 1 Pedro Martínez de la Rosa y el empresario Jaime Bergel, Drivex fue una empresa centrada en la organización de cursos de conducción para empresas, colectivos y particulares, que con el paso de los años se fue convirtiendo en una de las escuderías española más importantes dentro de los Fórmulas. El equipo lleva años centrado en el Campeonato de España de Fórmula 4 y en años anteriores destacó por serle fiel a la Eurofórmula Open, donde fueron dos veces subcampeones de escuderías. También cuentan con una importante academia de formación y un departamento de simracing.

## Resumen de trayectoria
| Temporada | Series                            | Escudería                              | Carreras | Victorias | Poles | VR | Podios | Puntos   | Pos.     |
| --------- | --------------------------------- | -------------------------------------- | -------- | --------- | ----- | -- | ------ | -------- | -------- |
| 1989      | Copa Volkswagen Polo              | ?                                      | ?        | ?         | ?     | ?  | ?      | ?        | ?        |
| 1989      | Copa Nacional Renault             | ?                                      | ?        | ?         | ?     | ?  | ?      | ?        | ?        |
| 1990      | Fórmula FIAT Uno                  | Elide Racing                           | ?        | 0         | 1     | 2  | 1      | 18,5     | 10.º     |
| 1991      | Fórmula Ford Española 1600        | Elide Racing                           | 9        | 3         | ?     | ?  | 9      | 132      | 1.º      |
| 1992      | Fórmula Ford Británica            | Racing for Spain                       | 20       | 0         | 0     | 0  | 0      | 18,5     | 10.º     |
| 1992      | Fórmula Renault Española          | ?                                      | ?        | ?         | ?     | ?  | ?      | ?        | ?        |
| 1993      | Fórmula 3 Británica - Clase A     | P1 Engineering                         | 5        | 0         | 0     | 0  | 0      | 1        | 17.º     |
| 1993      | Fórmula 3 Británica - Clase B     | Team Bowman                            | 2        | 0         | 0     | 0  | 0      | 3        | 13.º     |
| 1993      | 24 Horas de Paul Ricard           | ?                                      |          |           |       |    |        |          | 2.º      |
| 1994      | Fórmula Renault Española          | Elide Racing / Racing for Spain        | 9        | ?         | ?     | ?  | ?      | 73       | 2.º      |
| 1994      | Copa Porsche 968 CS               | Elide Racing                           | 7        | 6         | 6     | ?  | 7      | 134      | 1.º      |
| 1994      | Copa de Naciones Fórmula Opel     | Opel Team España                       |          |           |       |    |        |          | 17.º     |
| 1995      | Campeonato de España de Turismos  | Elide Racing                           | 7        | 0         | 0     | 0  | 0      | 12       | 14.º     |
| 1995      | 4 Horas de Jerez (BPRGTS)         | Konrad Motorsport Repsol Kremer Racing |          |           |       |    |        |          | 10.º     |
| 1996      | Campeonato de España de Turismos  | Team Gauloises Blondes                 | 2        | 0         | 0     | 0  | 0      | 8        | 17.º     |
| 1996      | Copa de Otoño de Le Mans (BPRGTS) | Repsol Kremer Racing                   |          |           |       |    |        |          | 4.º      |
| 1997      | Fórmula 3000 Internacional        | Elide Racing                           | 0 (1 NQ) | -         | -     | -  | -      | 0        | NC       |
| 1998      | Open by Nissan                    | Elide Racing / G Tec                   | 14       | 0         | 0     | 0  | 1      | 95       | 6.º      |
| 1998      | Copa de Otoño de Le Mans (ISRS)   | Repsol Kremer Racing                   |          |           |       |    |        |          | 8.º      |
| 1999      | Euro Open by Nissan               | Movistar Racing Fórmula Élide          | 15       | 0         | 0     | 0  | 2      | 63       | 9.º      |
| 1999      | Campeonato de España de GT        | Club Porsche España                    | 8        | 0         | 1     | 0  | 2      | 82       | 15.º     |
| 2000      | Campeonato de España de GT        | Marcos Racing International            | 10       | 2         | 7     | 7  | 7      | 226      | 1.º      |
| 2001      | Campeonato de España de GT        | Lister Storm Racing                    | 9        | 2         | 3     | 1  | 5      | 127      | 9.º      |
| 2002      | Campeonato de España de GT        | Club Porsche España / Darro Motor      | 3        | 0         | 0     | 0  | 0      | 41       | 33.º     |
| 2002      | 24 Horas de Spa-Francorchamps     | Lister Storm Racing                    |          |           |       |    |        |          | 2.º      |
| 2002      | 500km de Pergusa                  | Lister Storm Racing                    |          |           |       |    |        |          | 7.º      |
| 2003      | Campeonato de España de GT        | Darro Motor Racing                     | 11       | 3         | 2     | ?  | 8      | 236      | 2.º      |
| 2003      | 24 Horas de Spa-Francorchamps     | Darro Motor Racing                     |          |           |       |    |        |          | NF       |
| 2004      | Campeonato de España de GT        | Meycom Sport                           | 11       | 5         | 10    | ?  | 9      | 263      | 2.º      |
| 2004      | 24 Horas de Spa-Francorchamps     | BMS Scuderia Italia                    |          |           |       |    |        |          | 3.º      |
| 2004      | 500km de Valencia (FIAGT)         | Wieth Racing                           |          |           |       |    |        |          | NF       |
| 2004      | Copa de Otoño de Le Mans (FFSA)   | Wieth Racing                           |          |           |       |    |        |          | 9.º      |
| 2005      | Campeonato de España de GT        | Drivex School                          | 9        | 1         | 1     | ?  | 6      | 185      | 5.º      |
| 2006      | Le Mans Series - LMP2             | Team Chamberlain-Synergy               | 2        | 1         | ?     | ?  | 1      | 10       | 8.º      |
| 2006      | Le Mans Series - LMP2             | ASM Team Racing for Portugal           | 3        | 2         | ?     | ?  | 2      | 20       | 4.º      |
| 2006      | Campeonato de España de GT        | Drivex                                 | 11       | 0         | 0     | ?  | 2      | 81       | 7.º      |
| 2007      | Le Mans Series - LMP2             | Quifel ASM Team                        | 5        | 1         | ?     | ?  | 4      | 30       | 2.º      |
| 2007      | Campeonato de España de GT        | Drivex                                 | 12       | 0         | 0     | ?  | 1      | ?        | ?        |
| 2007      | Porsche Supercup                  | Porsche AG                             | 1        | 0         | 0     | 0  | 0      | Invitado | Invitado |
| 2008      | Le Mans Series - LMP1             | Epsilon Euskadi                        | 5        | 0         | 0     | 0  | 0      | 2        | 12.º     |
| 2008      | International GT Open             | Detector Drivex Porsche                | 14       | 0         | 0     | ?  | 1      | ?        | ?        |
| 2008      | Campeonato de España de GT        | Detector Drivex Porsche                | 13       | 0         | 1     | ?  | 5      | 130      | 4.º      |
| 2009      | International GT Open             | Drivex Porsche                         | 4        | 0         | 0     | 0  | 0      | ?        | ?        |
| 2009      | Campeonato de España de GT        | Drivex Porsche                         | 12       | 1         | 3     | ?  | 10     | 196      | 3.º      |
| 2010      | International GT Open             | Drivex                                 | 6        | 0         | 0     | ?  | 0      | 4        | 61.º     |
| 2010      | Campeonato de España de GT        | Drivex                                 | 10       | 0         | 1     | ?  | 5      | 129      | 5.º      |
| 2010      | 500 km de Alcañiz - D5            | Drivex                                 |          |           |       |    |        |          | 3.º      |
| 2011      | Campeonato de España de GT        | Drivex                                 | 8        | 5         | 0     | ?  | 7      | 152      | 3.º      |
| 2011      | International GT Open             | Drivex                                 | 4        | 0         | 0     | 0  | 0      | ?        | ?        |
| 2012      | Campeonato de España de GT        | Drivex                                 | 8        | 1         | ?     | ?  | 1      | 88       | 14.º     |
| 2012      | International GT Open             | Drivex                                 | 8        | 0         | 0     | 0  | 0      | ?        | ?        |
| 2013      | CER - Clase 1                     | Drivex                                 | 8        | 1         | ?     | ?  | 4      | 137      | 11.º     |
| 2013      | 500 km de Alcañiz - D3            | Drivex                                 |          |           |       |    |        |          | 4.º      |
| 2014      | Campeonato de España de GT        | Drivex                                 | ?        | ?         | ?     | ?  | ?      | ?        | ?        |
| 2014      | 24 Horas de Barcelona - A3T       | Drivex                                 |          |           |       |    |        |          | 2.º      |
| 2016      | Campeonato de España de GT        | Drivex                                 | ?        | ?         | ?     | ?  | ?      | 48       | 7.º      |
| 2016      | CER Long Distance - Clase 1       | Drivex                                 | 2        | 2         | ?     | ?  | 2      | 64       | 7.º      |
| 2018      | Campeonato de España de GT        | Drivex School                          | 1        | 1         | 0     | 0  | 1      | 40       | 13.º     |
| Fuente:   |                                   |                                        |          |           |       |    |        |          |          |

## Resultados

### 24 Horas de Le Mans
| Año  | Equipo                                         | Copilotos                        | Automóvil           | Clase | Vueltas | Pos. | Pos. Clase |
| ---- | ---------------------------------------------- | -------------------------------- | ------------------- | ----- | ------- | ---- | ---------- |
| 1995 | Heico - Kremer Racing                          | Alfonso de Orleans Tomás Saldaña | Porsche 911 GT2     | GT2   | 63      | NF   | NF         |
| 2006 | Chamberlain-Synergy Motorsport ASM Team R.F.P. | Miguel Amaral Warren Hughes      | Lola B05/40         | LMP2  | 196     | NF   | NF         |
| 2007 | Quifel ASM Team R.F.S.                         | Miguel Amaral Warren Hughes      | Lola B05/40         | LMP2  | 137     | NF   | NF         |
| 2008 | Epsilon Euskadi                                | Adrián Vallés Ángel Burgueño     | Epsilon Euskadi EE1 | LMP1  | 189     | NF   | NF         |

### Fórmula 3000 Internacional
| Año  | Equipo       | 1   | 2   | 3   | 4   | 5   | 6   | 7   | 8   | 9   | 10      | Pos. | Puntos |
| ---- | ------------ | --- | --- | --- | --- | --- | --- | --- | --- | --- | ------- | ---- | ------ |
| 1997 | Elide Racing | SIL | PAU | HEL | NÜR | PER | HOC | A1R | SPA | MUG | JER DNQ | -    | -      |

### 24 Horas de Daytona
| Año  | Equipo                      | Copilotos                        | Automóvil            | Clase | Vueltas | Pos. | Pos. Clase |
| ---- | --------------------------- | -------------------------------- | -------------------- | ----- | ------- | ---- | ---------- |
| 2001 | Marcos Racing International | Peter van der Kolk Toto Lassally | Marcos Mantara LM600 | GTS   | 557     | 27.º | 5.º        |

### Porsche Supercup
| Year | Team                  | 1   | 2   | 3      | 4   | 5   | 6   | 7   | 8   | 9   | 10  | 11  | DC | Points |
| ---- | --------------------- | --- | --- | ------ | --- | --- | --- | --- | --- | --- | --- | --- | -- | ------ |
| 2007 | Porsche AG (Invitado) | BHR | BHR | CAT 10 | MON | MAG | SIL | NÜR | HUN | IST | SPA | MNZ | -  | -      |